# تمزق السلى
تمزق السلى أو تمزق الأغشية (بالإنجليزية: Rupture of membranes)‏ هو مصطلح يستخدم أثناء الحمل لوصف تمزق الغشاء الأمنيوتي، والذي يحدث عادة بشكل تلقائي عندما يكون الحمل مكتمل الأجل، وذلك إما في بداية أو أثناء المخاض.
يُعرف تمزق السلى في العامية باسم «اندفاع المياه». ويُعرف تمزق الأغشية الذي يحدث قبل بداية المخاض باسم تمزق الأغشية الباكر.

## الآثار
عندما يمزق الكيس الذي يحيط بالجنين، يزداد إنتاج البروستاجلاندين ويقل التلاطف اللين بين الجنين والرحم، وكلا العمليتين تزيد من وتيرة وشدة الانقباضات.
في بعض الأحيان، ومع تمزق الأغشية، وخاصة إذا لم يتم إشراك الرأس، فقد يحدث تدلى للحبل السري، وهذا التدلي يُمثل حالة طوارئ، حيث أن الرأس الهابط قد يوقف الدورة الدموية بين الجنين والمشيمة.
كما أنه بمجرد تمزق الأغشية، فإن البكتيريا قد تصعد ويمكن أن تؤدي إلى التهاب الغشاء الأمنيوتي وتُسبب العدوى للجنين.

## أنواع التمزق
- تمزق تلقائي للأغشية. ويصف هذا المصطلح التمزق التلقائي الطبيعي الذي يحدث للأغشية عند اكتمال أجل الحمل. ويكون التمزق عادة في الجزء السفلي من الرحم، عند عنق الرحم، مما يسبب في تدفق السائل الأمنيوتي. وهذا التدفق قد يكون صغير جدا (50 ميليلتر)، أو يمكن أن تكون كبيرة إلى حد كبير (200-300 ميليلتر) اعتمادا على كمية السائل في الغشاء الأمنيوتي، وإلى أي مدى وصل دموج رأس الجنين في الحوض بما يعيق السائل من الاندفاع.
- التمزق المبكر للأغشية. ويصف هذا المصطلح تمزق الأغشية الذي يحدث قبل بداية المخاض.
- تمزق الأغشية الاصطناعي (المصطنع). هذا المصطلح يصف تمزق الأغشية الذي يحدث بشكل اصطناعي من قبل طرف ثالث (عادة طبيب توليد) من أجل تحفيز أو تسريع العمل.

## الكشف
الكشف عن تمزق الأغشية يشمل:
- اختبار التجميع: برؤية تجمع السائل من المهبل
- اختبار ورقة النيترازين
- اختبار التسرخس
- مؤشر السائل السلوي